# Tomești (okręg Jassy)
Tomești – wieś w Rumunii, w okręgu Jassy, w gminie Tomești. W 2011 roku liczyła 8126 mieszkańców.